# 興福寺 (長崎市)
32°44′52″N 129°53′02″E / 32.747881°N 129.883894°E

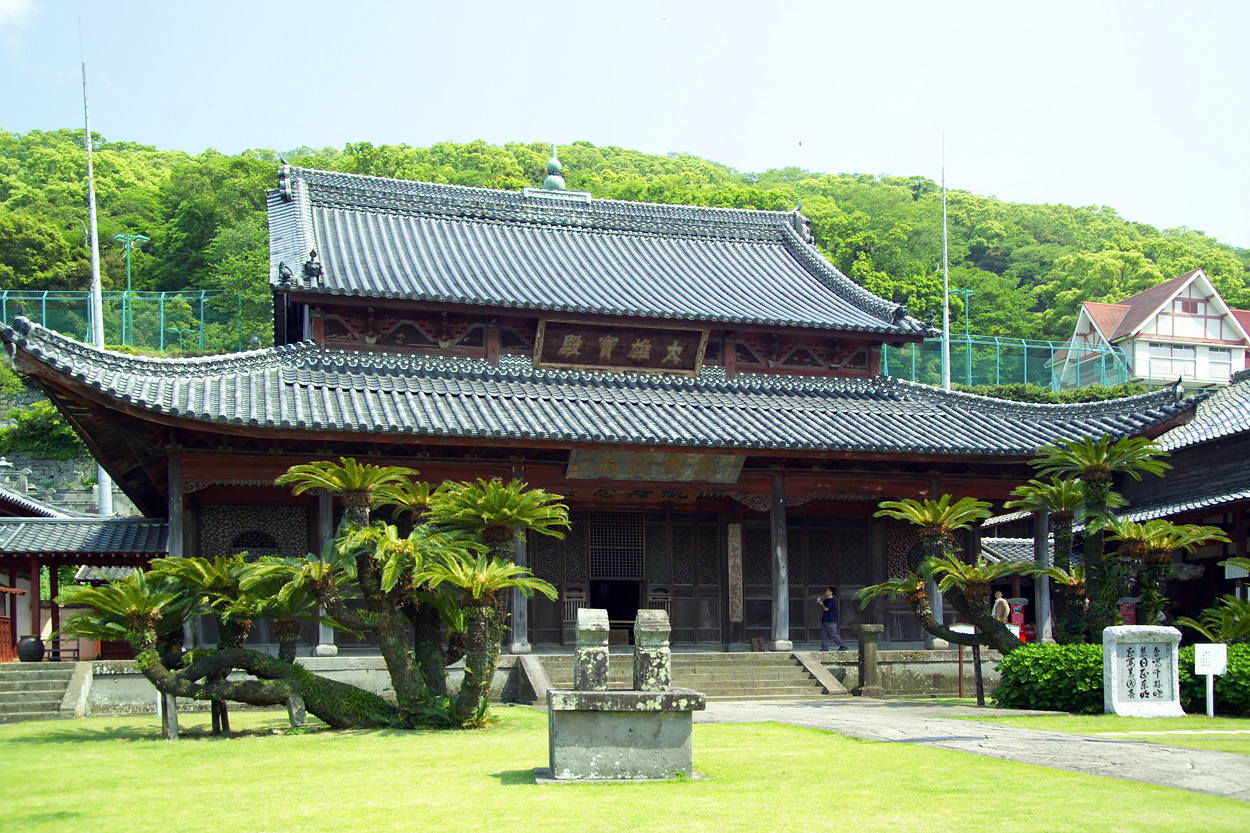
本堂（大雄宝殿）

興福寺（日语：／ Kōfuku-ji），是日本最古老的黄檗宗寺院，信奉的是釋迦如來，創建於1624年（寛永元年），開基住持是真圓。山號為東明山，所以又被稱為東明山興福寺。別稱あか寺、南京寺。2011年與臺灣臺南市的安平開臺天后宮締結為金蘭寺廟。

## 概要

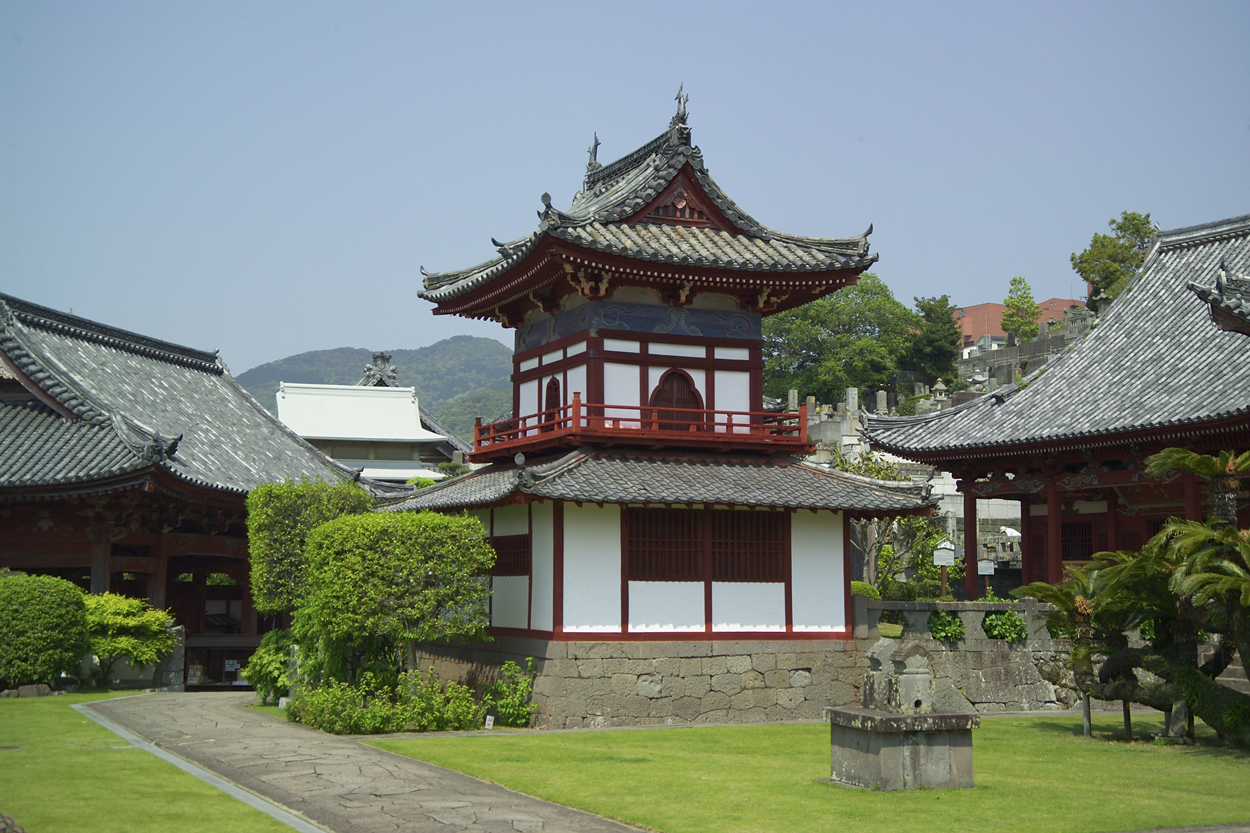
鐘鼓楼

1624年（寛永元年），來自明朝的中國僧人真圓創建了這間佛寺。這間佛寺又被稱為長崎三福寺中的一個，與崇福寺、福濟寺齊名。
這間佛寺大多是來自浙江省、江蘇省出身的信徒，也稱為南京寺。

## 歴代住持
- 開基住持 - 真圓
- 第2代住持 - 默子如定
- 第3代住持 - 逸然性融
- 開法開山住持 - 隱元隆琦
- 第3代再任的住持 - 逸然性融
- 第4代住持 - 澄一道亮
- 第5代住持 - 悦峯道章

：
- 第9代住持 - 竺庵淨印（じくあんじょういん）

## 文化財

### 重要文化財（國指定）
- 大雄寶殿
- 舊唐人屋敷門（長崎市所有）

### 縣指定有形文化財
- 山門
- 媽姐堂（海天司命堂）
- 鐘鼓楼
- 瑠璃燈
- 三江会所門
- 中島聖堂遺構大学門（長崎市所有）
- 黄檗開祖国師三幅対
- (長崎市)興福寺本堂的仏像群[1]
- 聯額[2]
- 梵鐘[3]

### 市指定有形文化財
- 黄檗開祖国師三幅対[4]
- 興福寺的瑠璃燈[5]

### 縣指定史跡
- 境内[6]

## 參照
1. ↑  .   [2015-10-07]. （原始内容存档于2020-11-16）.
2. ↑  .   [2015-10-07]. （原始内容存档于2020-02-14）.
3. ↑  .   [2015-10-07]. （原始内容存档于2020-02-14）.
4. ↑  .   [2015-10-07]. （原始内容存档于2020-02-14）.
5. ↑  .   [2015-10-07]. （原始内容存档于2020-02-14）.
6. ↑  .   [2015-10-07]. （原始内容存档于2020-02-14）.

## 外部連結
- 興福寺-日語首頁 （页面存档备份，存于）